# Jyske Bank
Jyske Bank est la troisième banque du Danemark en termes de part de marché. Basée à Silkeborg, elle emploie près de 4 000 salariés et est présente en France, en Allemagne, aux Pays-Bas, en Suisse et à Gibraltar. 

## Histoire
La Jyske Bank est le résultat de la fusion en 1967 de quatre petites banques du Jutland.
En 2008, la Jyske Bank ferme sa filiale londonienne, ouverte en 1986. 
En février 2014, la Jyske Bank acquiert BRFkredit, un spécialiste du crédit hypothécaire, pour 7,4 milliards de couronnes soit l'équivalent de 1,4 milliard de dollars .